# سعد أباد (حومة بيجار)
سعد أباد (بالفارسية: سعدآباد) هي قرية تقع في إيران في حومة. يقدر عدد سكانها بـ 19 نسمة .